# L'Honorable Angelina
Pour plus de détails, voir Fiche technique et Distribution.
L'Honorable Angelina (titre original : L'onorevole Angelina) est un film italien réalisé par Luigi Zampa, sorti en 1947.

## Synopsis
Dans le faubourg romain de Pietralata, Angelina vit, avec sa famille et ses voisins, dans des logements délabrés que le Commendatore Garrone a fait construire, à l'aide des subventions de l'État à l'époque fasciste, sur un terrain inondable lui appartenant.
Angelina devient la championne des pauvres gens. Elle combat les spéculateurs du marché noir, réussit à obtenir la distribution de nourriture, la fourniture de l'eau, et le déplacement dans le quartier de l'arrêt de l'autobus.
De fil en aiguille, elle se lance comme représentante à la Chambre des députés, mais finit par se rendre compte qu'elle est manipulée par Garrone, et lorsqu'elle revient dans son quartier, elle est contestée et injuriée.

## Fiche technique
- Titre : L'Honorable Angelina
- Titre original : L'onorevole Angelina
- Réalisation : Luigi Zampa
- Scénario : Luigi Zampa, Suso Cecchi D'Amico, Piero Tellini et Anna Magnani
- Musique : Enzo Masetti
- Photographie : Mario Craveri
- Montage : Eraldo Da Roma
- Pays d'origine : Italie
- Format : Noir et blanc - 1,37:1 - Mono
- Genre : Drame
- Durée : 90 minutes
- Date de sortie : 1947

## Distribution
- Anna Magnani : Angelina Bianchi
- Nando Bruno : Pasquale Bianchi
- Ave Ninchi : Carmela
- Ernesto Almirante : Luigi
- Agnese Dubbini (it) : Cesira
- Armando Migliari : Callisto Garrone
- Maria Donati : La signora Garrone
- Maria Grazia Francia : Annetta Bianchi
- Vittorio Mottini : Roberto
- Franco Zeffirelli : Filippo Garrone

## Récompenses
- Ruban d'argent de la meilleure actrice pour Anna Magnani lors de la 3e cérémonie des Rubans d'argent.
- Coupe Volpi de la meilleure interprétation féminine pour Anna Magnani à la Mostra de Venise 1947.